# 义理通阿
义理通阿（穆麟德轉寫：iletungga；1903年—？），字瑞亭，蒙古族，昭乌达盟克什克腾旗（今属内蒙古自治区赤峰市）巴彦查干人，满洲国政治人物，後参加内蒙古自治运动联合会。

## 生平
义理通阿生于清朝光绪二十九年（1903年）。幼读私塾，会蒙古文、汉文。中华民国时期，曾任克什克腾旗公署笔帖式、左翼参领等职务。民国23年（1934年，满洲国康德元年）后，在满洲国克什克腾旗公署担任庶务股长、经理股长。民国30年（1941年，康德8年），任满洲国克什克腾旗公署总务科长。民国32年（1943年，康德10年）任满洲国克什克腾旗公署旗长，任至1945年日本投降。
民国34年（1945年，康德12年）4月，满洲国兴安省民生厅长萨嘎拉扎布来到克什克腾旗，在义理通阿家中向克什克腾旗公署的部分科长秘密传达“日本投降后，共产党可能要接收东北，内蒙古地区要进行自治。”以义理通阿为首的与会者赞同。
日本投降后，苏联红军进占经棚，义理通阿在家乡和一些富裕牧户筹集了数十头牛、一百多只羊，送到苏联红军驻地进行慰问。义理通阿还积极帮助卜云龙、陈耳东、陆棣等中国共产党干部开展工作。1945年12月1日，中国共产党在热河北部地区最早创立的民族地区政权——克什克腾旗人民政府成立，义理通阿任旗长。1946年春，克什克腾旗成立了内蒙古自治运动联合会克什克腾旗分会，义理通阿是克什克腾旗分会的主要成员。1946年1月，和子章进攻林西，义理通阿受王逸伦的委托，赴乌丹、赤峰等地托人做和子章的工作。此后，义理通阿作为和子章方面的代表，在林西冬不冷同中共热北地委进行和谈并达成协议。
1947年春，义理通阿积极协助中国共产党开展牧改工作，除了带头将自己的牲畜献出并分给贫苦牧民之外，还动员一些牧主、富牧接受牧改，义理通阿从而在牧改中成为“开明”绅士。1947年秋，义理通阿因“通匪”嫌疑被错误逮捕入狱，后来在狱中病逝。